# Storia di Villa Borghese
Villa Borghese è una Villa di Roma costruita tra il XVI secolo ed il XX secolo.

## Dalle origini, ai Borghese alla vendita all'asta al comune di Roma
Il XVII secolo
Nel 1606 iniziano i lavori di riassetto della villa su incarico di Papa Paolo V Borghese quando egli affida al nipote Scipione Caffarelli-Borghese di realizzare nella villa una residenza extraurbana. Nella zona intorno a Porta Pinciana i Borghese avevano dei possedimenti terrieri che si estendevano a 50 ettari.
Nel Casino Nobile si cercò di ospitare una raccolta antiquaria.
Alcuni architetti lavorarono negli ampliamenti ed agli abbellimenti della Villa tra cui Flaminio Ponzio, Giovanni Vasanzio, e Girolamo Rainaldi. Intorno al Palazzo (Casino Nobile) vennero posti dei giardini recintati, si cercò di dare un giusto apporto tra architetture dell'edificio e la posizione dei giardini. Il piazzale antistante fu contornato da una balaustra ed abbellito da sedili, fontane e statue antiche. La Fontana della Vela completava la veduta. Successivamente, nel XVIII secolo tale fontana fu sostituita con la Fontana dei Cavalli Marini. I giardini furono suddivisi in tre parti tramite dei recinti secondo le esigenze del barocco:
- il primo recinto racchiudeva il Giardino Boschereccio, chiamato così perché ospitava un bosco di olmi, pini e cipressi, era sito di fronte al Casino Nobile;
- il secondo recinto, racchiudeva il Giardino della Prospettiva o Parco dei Daini, era sito dietro al Casino Nobile; vi si accedeva da una piazza ove era la Fontana del Narciso; vi si trovava il teatro costruito verso il 1615 da Girolamo Rainaldi;
- il terzo recinto racchiudeva il Barco o campagna, la zona più ampia della villa misurante 40 ettari, in cui il Principe Borghese amava fare delle battute di caccia sia presso la Ragnaia, l'attuale Piazza di Siena, e nella valle di Graziano; le piante vi crescevano spontanee mentre la fauna scorreva libera.

Come complemento del Casino Nobile vennero creati i Giardini Segreti ad uso esclusivo del Principe Borghese e dei suoi ospiti. In origine erano tre ed erano chiamati dei Melangoli e dei Fiori.
Al termine dei Giardini Segreti vennero posti due edifici:
- l'Uccelliera, di forma quadrangolare, che ospitava varie specie di uccelli rare
- e l'edificio della Meridiana, costruito nel 1680 da Carlo Rainaldi.

Il XVIII secolo
Marcantonio IV Borghese riassettò il Barco con dei templi, delle statue, delle fontane, edifici eleganti ed arredi vari. In questa ala della villa vi si potevano ammirare degli animali girovagare in libertà. Dato che la zona verso Piazza del Popolo si stava modificando in polo turistico, Marcantonio decise di migliorarne le qualità estetiche ed urbanistiche, per giunta l'ingresso verso Via Flaminia era il preferito dagli artisti del Grand Tour in arrivo a Roma. In questo periodo vennero abbattuti, nella zona, dei muri di cinta. Gli Asprucci riqualificarono perciò uno degli ingressi verso Via del Muro Torto con uno più solenne con due piloni bugnati e due portici laterali. Tali piloni saranno spostati negli anni trenta del XX secolo, per sottostare a esigenze della viabilita moderna, nel Piazzale del Brasile.
Sempre in questo periodo, l'Aranciera fu ammodernata da casale rustico a sede per ricevimenti di famiglia ove si potevano ammirare delle fontane e dei giochi d'acqua. Tuttavia, nel 1849 tale edificio sarà quasi totalmente abbattuto durante i bombardamenti francesi.
Altri edifici o arredi furono abbelliti o costruiti tra cui Piazza di Siena che fu ispirata ai circhi romani, la Casa del Gallinaro o Fortezzuola fu abbellita nella facciata del cortile con affreschi a medaglioni e con le aggiunte di cornici nelle porte e nelle finestre, la Casa del Giardiniere (attualmente detta Casino dell'Orologio) fu ampliata ed abbellita, specialmente all'esterno, e fu adibito a museo fino al 1807 quando la stragrande maggioranza delle sculture fu venduta a Napoleone Bonaparte, la Palazzina dell'Alboreto dei Gelsi (attualmente Casina di Raffaello) fu impreziosita con lesene a capitelli ionici ed un loggiato sulla facciata di Piazza di Siena e la consacrazione della chiesa dell'Immacolata Concezione nel suo interno sul lato del Giardino del Lago, inoltre vennero creati il Tempio di Antonino e Faustina, realizzato con materiali in parte riutilizzati come il cippo con l'iscrizione in greco, ed il Giardino del Lago realizzato nella zona del Piano dei Licini ed ispirato ai classici giardini all'inglese. Presso il lago venne costruito il Tempio di Esculapio in stile ionico ai cui lati furono poste delle statue di ninfe ed alla sommità delle divinità greche. Un altro tempio di questo periodo è il Tempio di Diana, opera di Mario Asprucci.

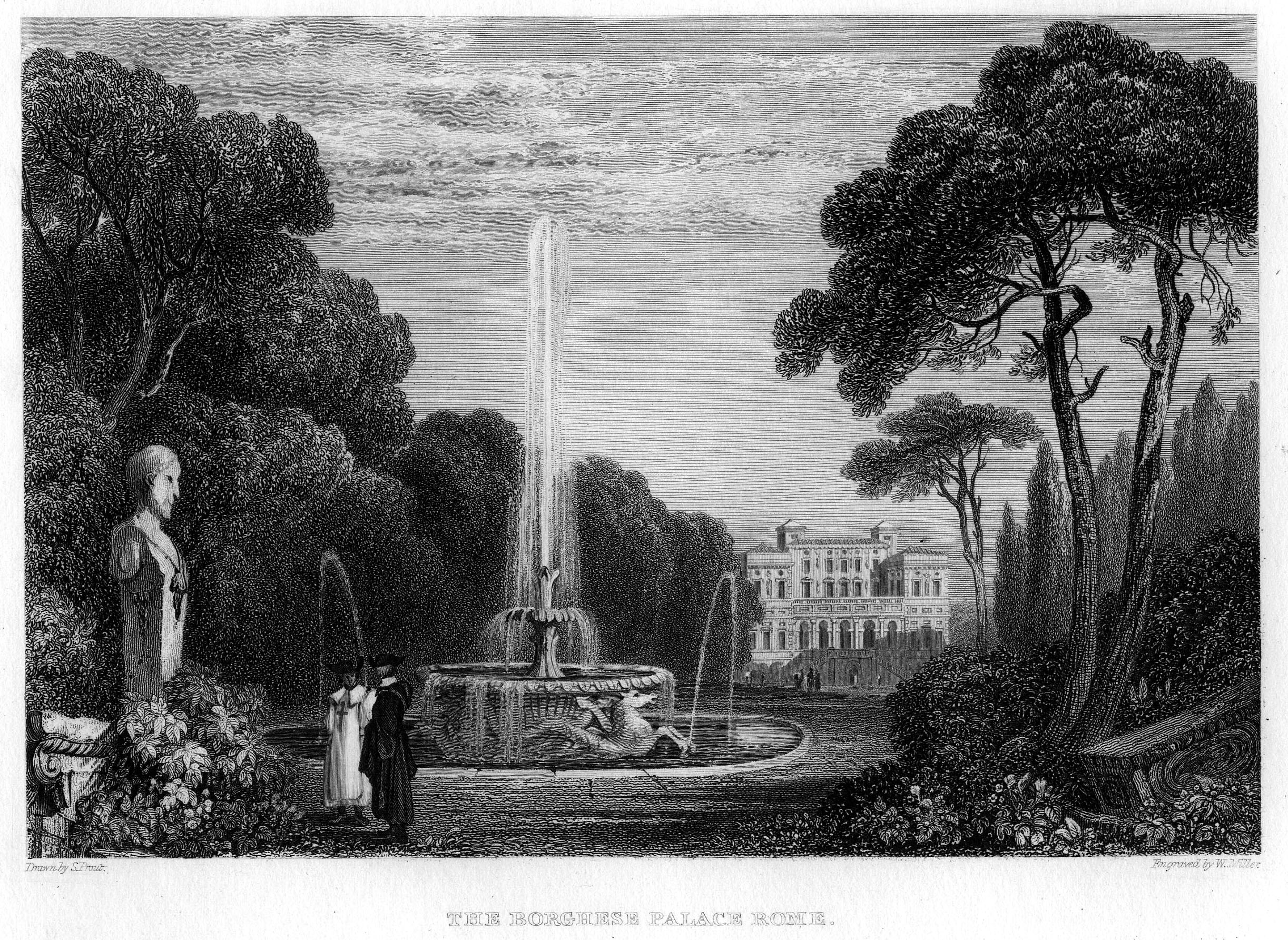
Veduta del 1831 della zona del Casino Nobile

Il XIX secolo
I lavori di stampo neoclassico che iniziarono nel Settecento si protrassero nell'Ottocento. Di questo periodo sono i Propilei Greci realizzati nel 1829 che dominavano Piazza del Popolo. Erano dotati di due fusti di colonne con delle aquile. Per la costruzione fu adottato lo stile ionico.
I giardini furono creati in base alla viabilità, così la Fontana di Esculapio o del Fiocco fu creata in modo da dover ruotare per dirigersi al centro del giardino e per congiungere la viabilità già esistente furono creati i Propilei Egizi e l'Arco di Settimio Severo. I primi rappresentavano, tra l'altro un ingresso monumentale. L'arco di Settimio Severo si ricongiungeva presso l'Aranciera.
I giardini de' lustrati (tipo di agrumi), presso l'Aranciera, erano stati ideati con una tradizione italiana.
Il Portico dei Leoni è posto nel muro che separa l'Aranciera dal sovrastante giardino.
I Borghese comprarono i possedimenti dei Doria nella zona dell'attuale Galoppatoio, ma anche dei possedimenti dei Bourbon Del Monte e dei Manfroni.
Dopo l'unità d'Italia la villa subì una lottizzazione. Fino ad allora fu scena di manifestazioni, sagre e feste musicali. Lo stato, nel 1901 si aggiudicò, per tre milioni di lire, l'intera villa a discapito dei Borghese.

## Età contemporanea. Gestione del comune di Roma
Il XX secolo
Nel periodo iniziale del secolo, dopo che lo stato era venuto in possesso della Villa con eccezione del Museo Borghese, si riprogettò il sistema viario interno alla Villa asfaltandolo, inoltre venne realizzato il ponte che collega la villa con il Pincio, inaugurato il 1908 in presenza del re Vittorio Emanuele III e di svariate personalità, inoltre l'ingresso sul lato di Porta Pinciana venne arretrato di dieci metri per allargare il manto stradale.
Nel 1911 fu inaugurato il Giardino zoologico, poi divenuto Bioparco, realizzato da un'impresa diretta da Carlo Hagenbeck di Amburgo. Fu realizzato nella zona della villa destinata alla campagna. Nel 1935 lo zoo fu ampliato fino all'adiacente Parco dei Daini con progetto di Raffaele de Vico.
Nel 1925 fu progettato da de Vico il serbatoio per l'acquedotto dell'Acqua Marcia in stile barocco.
Nel 1926 nasce il concorso ippico di Piazza di Siena.
Nel 1929 fu costruita Fonte Gaia da Giovanni Nicolini.
La Casina delle Rose, dopo essere restaurata fu un teatro, un dancing ed un luogo di ristorazione. Negli anni settanta cadde in un periodo di abbandono. Un nuovo restauro renderà lo stabile nuovamente aperto al pubblico.
Nel 1935 viene inaugurato il Cinema dei Piccoli in un locale chiamato anche "Casa di Topolino"; successivamente la Disney fece togliere il nome di Topolino dall'insegna del locale ma molti, in seguito, avrebbero continuato a chiamarlo "Cinema Topolino".
Nel 1938 i propilei egizi vennero in parte demoliti per l'ingrandimento della via Fiorello La Guardia.
I primi monumenti celebrativi furono del 1904 e del 1905.
Negli anni trenta il Giardino del Lago fu adibito ad angolo di lettura con l'installazione di chioschi con biblioteche. Tali biblioteche, progettate da Raffaele de Vico, consentivano il prestito di un libro fino al tramonto previa esibizione di un documento d'identità ed il libro doveva essere riconsegnato al tramonto.
Nei periodo delle guerre mondiali la villa fu soggetto di abbandono e distruzioni. I giardini segreti furono adibiti a coltivazioni di ortaggi, mentre Piazza di Siena divenne una coltivazione di grano.
Nel secondo dopoguerra incominciarono i restauri e, nel 1961 venne aperto il Museo Canonica nell'edificio della Fortezzuola (nel 1926 Pietro Canonica ebbe in concessione lo stabile della Fortezzuola che lo mantenne fino alla morte).
XXI secolo
Nel 2003 il concorso ippico di Piazza di Siena viene inserito nella Super League.
Nel 2005 il Cinema dei Piccoli è stato inserito nel Guinness dei primati come cinema più piccolo del mondo.
Nel 2006 il Cinema dei Piccoli riceve il premio FICE per l'attività di divulgazione del cinema dei ragazzi e d'autore.
Nel 2007 viene inaugurato il Cinema dei Piccoli Filmfestival.
Nel 2007 dopo un restauro di circa due anni, ha ripreso a funzionare l'orologio ad acqua del Pincio.
Nel 2009 vengono approvati dei lavori alla rete idrica, realizzati dall'ACEA, i quali non hanno apportati gravi danni all'ambiente circostante.
Si svolge da alcuni anni, nella Villa, ogni 6 gennaio, la Corsa del Giocattolo, patrocinata dalla Provincia di Roma. L'evento costa di portare dei giocattoli usati, purché in buono stato, da destinarsi ad alcuni istituti per bambini abbandonati ed alcuni ospedali con reparti pediatrici.
Nella Villa vengono organizzate delle manifestazioni non competitive come delle corse podistiche amatoriali.
Nel 2004 viene fondata la Casa del Cinema, attualmente sita nella Casina delle Rose.
Recentemente è stato fondato anche il Silvano Toti Globe Theatre dalla caratteristica forma di O.